# Sam Langford
Sam Langford (4. března 1886 Weymouth Falls – 12. ledna 1956 Cambridge (Massachusetts)) byl kanadský boxer. 
Narodil se jako Samuel Edgar Langford v Novém Skotsku v rodině černých otroků uprchlých z USA. Kvůli domácímu násilí odešel ve dvanácti letech z domova a pracoval jako dřevorubec a plavčík. První profesionální zápas absolvoval v šestnácti letech. Usadil se v Bostonu, kde trénoval v Lenox Athletic Clubu a získal přezdívky Boston Tar Baby a Boston Bonecrusher. Měřil 169 cm a měl rozsah paží 188 cm, začínal v lehké váze, postupně se dostal na váhu 84 kg a většinu kariéry boxoval v nejtěžší kategorii. Jeho tvrdé údery a taktické vedení boje mu umožňovaly porážet i podstatně robustnější soupeře.
Ve své kariéře vybojoval 314 utkání, z nichž 210 vyhrál, ve 126 případech dokázal protivníka knockoutovat. V roce 1903 porazil mistra světa Joe Ganse, o rok později vyzval k zápasu o titul Joe Walcotta, navzdory jeho převaze vyhlásili rozhodčí zápas za nerozhodný. V roce 1906 prohrál na body s Jackem Johnsonem. Roku 1909 získal titul Commonwealthu ve střední váze. Pětkrát se stal mistrem světa těžké váhy mezi barevnými boxery, rasismus převládající tehdy v americkém boxu mu neumožnil ucházet se o absolutní titul. Jako první knockoutoval Joe Jeanettea, porazil také Gunboata Smithe, Sama McVeye a Harryho Willse. Závěr jeho kariéry byl poznamenán onemocněním šedým zákalem a v roce 1926 odešel z ringu. Pak upadl do bídy a zachránil ho až ve čtyřicátých letech sportovní novinář Al Laney, který uspořádal sbírku mezi fanoušky, jejíž výnos Langfordovi umožnil vyléčení zraku a důstojné dožití v pečovatelském domě.
Langford patřil mezi prvními boxery uvedené do mezinárodní síně slávy, byl zvolen nejlepším sportovcem Nového Skotska ve dvacátém století a časopis The Ring ho zařadil na sedmé místo svého seznamu nejlepších boxerů všech dob. Je nazýván „nekorunovaným mistrem světa“ a „nejlepším neznámým boxerem“.